# 庫赫爾
库赫尔（德語：Kuchl，發音：[ˈkʊxl̩]）是奥地利萨尔茨堡州的市镇，面积46.9平方千米，2018年1月1日人口为7,274人。